# Roodbruine herfstuil
De roodbruine herfstuil (Agrochola nitida) is een nachtvlinder uit de familie van de uilen (Noctuidae).

## Beschrijving
De voorvleugellengte bedraagt tussen de 13 en 16 millimeter. De grondkleur van de voorvleugels is roodbruin tot geelbruin. De ringvlek en niervlek zijn groot en lichtomrand. Over de vleugel loopt een donkergrijze band en twee donkergrijs omrande golflijnen in de vleugelkleur, in de zoom bevinden zich donkere puntjes.

## Waardplanten
De roodbruine herfstuil gebruikt kruidachtige planten zoals ereprijs, weegbree en sleutelbloem als waardplanten.

## Voorkomen
De soort komt verspreid voor van Centraal-Europa via Zuidoost-Europa tot Klein-Azië. De vlinder kent één generatie die vliegt van halverwege augustus  tot en halverwege oktober.

### In Nederland en België
De roodbruine herfstuil is in Nederland en België een zeer zeldzame soort. Uit Nederland zijn maar twee waarnemingen bekend van voor 1850 die beide niet zijn bevestigd. In België is de soort recenter waargenomen in het zuiden.